# Dr. Death
Dr. Death è una serie televisiva antologica statunitense creata da Patrick Macmanus.
La prima stagione narra le vicende realmente accadute di Christopher Duntsch, giovane e brillante neurochirurgo che opera a Dallas, che attira sospetti sulle sue operazioni che provocano sempre più spesso danni permanenti o morte ai suoi pazienti, anche per operazioni di routine; la serie è l'adattamento televisivo dell'omonimo podcast del 2018.
La seconda stagione narra le vicende di Paolo Macchiarini, visionario chirurgo, interpretato da Édgar Ramírez.

## Trama
Il dottor Christopher Duntsch è un promettente chirurgo che opera a Dallas, Texas. Dai modi affabili e sicuri delle proprie capacità, convince sempre più persone a farsi operare da lui. Tuttavia, la sua ostentata bravura non regge alla prova dei fatti, e più passa il tempo, più i pazienti soffrono le conseguenze delle sue operazioni maldestre. Grazie al neurochirurgo Robert Henderson e al  chirurgo vascolare Randall Kirby, il dottor Duntsch viene finalmente indagato e infine condannato. Ma la trama non mette in luce solo la parabola di Christopher Duntsch, ma anche le falle e le problematiche del sistema sanitario degli Stati Uniti d'America.

## Episodi
| Stagione         | Episodi | Prima TV USA | Prima TV Italia |
| ---------------- | ------- | ------------ | --------------- |
| Prima stagione   | 8       | 2021         | 2021            |
| Seconda stagione | 8       | 2023         | 2023            |

## Produzione
Il 3 ottobre 2018 la NBCUniversal annuncia l'adattamento del podcast da parte di Patrick Macmanus.

## Distribuzione
Negli Stati Uniti la serie è stata distribuita sulla piattaforma Peacock a partire dal 15 luglio 2021, mentre in altri paesi, tra cui Belgio, Francia, Italia, Paesi Bassi, Spagna, Regno Unito e America Latina, è stata distribuita su Starz Play dal 12 settembre dello stesso anno.
La seconda stagione viene distribuita a partire dal 21 dicembre 2023.

## Riconoscimenti
- 2022 - Critics' Choice Awards[7]
  - Candidatura per la miglior miniserie
  - Candidatura per il miglior attore in una miniserie o film per la televisione a Joshua Jackson
  - Candidatura per il miglior attore non protagonista in una miniserie o film per la televisione a Christian Slater
- 2022 - Critics' Choice Super Awards[8]
  - Candidatura per la miglior serie horror
  - Candidatura per il miglior villain in una serie a Joshua Jackson